# Castelnovo del Friuli
Castelnovo del Friuli (friuli nyelven Cjistielgnûf) település Olaszországban, Friuli-Venezia Giulia régióban, Pordenone megyében. Lakosainak száma 849 fő (2023. január 1.). Castelnovo del Friuli Clauzetto, Tramonti di Sotto, Travesio, Vito d’Asio és Pinzano al Tagliamento községekkel határos.

## Népesség
A település lakossága az elmúlt években az alábbi módon változott:
| Lakosok száma | 861  | 864  | 849  |
|               | 2017 | 2018 | 2023 |